# David Zuberbühler

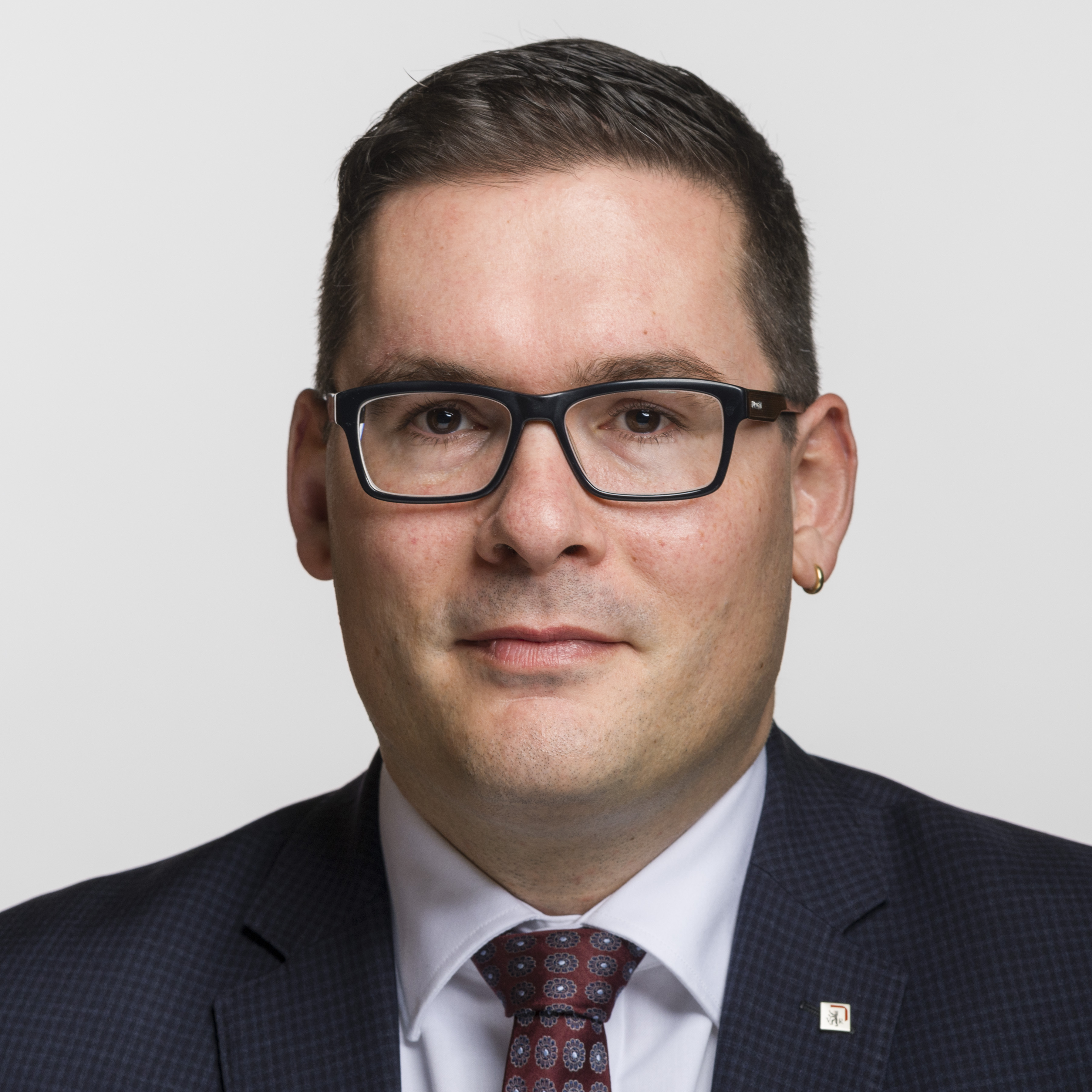
David Zuberbühler (2019)

David Zuberbühler (* 20. Februar 1979 in Herisau; heimatberechtigt in Urnäsch) ist ein Schweizer Politiker (SVP).

## Beruf und Privates
David Zuberbühler ist Mitinhaber der zubischuhe.ch AG, einem in dritter Generation geführten Familienunternehmen, das 1947 von seinem Grossvater, Walter Zuberbühler Senior, in Hundwil gegründet wurde und sich von einer Schuhmacherei mit Verkaufslokal zu einem regionalen Anbieter von Sport- und Freizeitausrüstung entwickelte. Heute ist das Unternehmen an acht Standorten in der Ostschweiz vertreten. Zuberbühler ist zudem Mitinhaber der Hälg Markenschuhe AG, die im Schuhgrosshandel tätig ist. Beide Unternehmen, in deren Verwaltungsrat Zuberbühler sitzt, beschäftigen zusammen über 200 Mitarbeitende. David Zuberbühler ist verheiratet, hat zwei Kinder und lebt in Herisau.

## Politische Laufbahn
1999 war Zuberbühler mit dabei, als die Junge SVP AR/AI/SG gegründet wurde. Im gleichen Jahr trat er der SVP Herisau bei und wurde unmittelbar danach als jüngstes Mitglied in den Einwohnerrat von Herisau gewählt. Dort war er bis 2011 tätig und präsidierte unter anderem die Finanzkommission. Von 2011 bis 2016 gehörte er dem Kantonsrat von Appenzell Ausserrhoden an, wobei er 2015 das beste Resultat aller 65 Kantonsrätinnen und Kantonsräte erzielte. 
Bei den Schweizer Parlamentswahlen 2015 wurde er in den Nationalrat gewählt. Dort hat er Einsitz in der Sicherheitspolitischen Kommission sowie in der Delegation für die Beziehungen zum Deutschen Bundestag. Von 2019 bis 2023 war er Mitglied in der parlamentarischen Delegation für die Beziehungen zum Landtag des Fürstentums Liechtenstein.